# Epifanio González
Epifanio González Cháves (19 januari 1958) is een Paraguayaans voormalig voetbalscheidsrechter. Hij floot tijdens zijn carrière onder meer drie wedstrijden op het Wereldkampioenschap voetbal 1998, dat plaatsvond in Frankrijk. Hij was hier onder andere de scheidsrechter bij het duel om de derde plaats tussen Nederland en Kroatië.

## Interlands
| Datum            | Plaats                  | Wedstrijd              | Uitslag | Competitie        | Kreeg geel | Kreeg voor de tweede keer geel en dus rood | Weggestuurd |
| ---------------- | ----------------------- | ---------------------- | ------- | ----------------- | ---------- | ------------------------------------------ | ----------- |
| 2 juni 1996      | Barinas                 | Venezuela – Chili      | 1 – 1   | WK-kwalificatie   | 5          | 0                                          | 0           |
| 13 juni 1997     | Santa Cruz de la Sierra | Brazilië – Costa Rica  | 5 – 0   | Copa América      | 3          | 0                                          | 0           |
| 19 juni 1997     | Santa Cruz de la Sierra | Brazilië – Colombia    | 2 – 0   | Copa América      | 4          | 0                                          | 0           |
| 25 juni 1997     | La Paz                  | Bolivia – Mexico       | 3 – 1   | Copa América      | 5          | 1                                          | 1           |
| 11 juni 1998     | Toulouse                | Kameroen – Oostenrijk  | 1 – 1   | WK-eindronde      | 2          | 0                                          | 0           |
| 25 juni 1998     | Montpellier             | Duitsland – Iran       | 2 – 0   | WK-eindronde      | 3          | 0                                          | 0           |
| 11 juli 1998     | Parijs                  | Nederland – Kroatië    | 1 – 2   | WK-eindronde      | 6          | 0                                          | 0           |
| 5 juni 1999      | Salvador                | Brazilië – Nederland   | 2 – 2   | Vriendschappelijk | 2          | 0                                          | 0           |
| 26 april 2000    | Santiago                | Chili – Peru           | 1 – 1   | WK-kwalificatie   | 8          | 0                                          | 0           |
| 15 augustus 2000 | Santiago                | Chili – Brazilië       | 3 – 0   | WK-kwalificatie   | 3          | 1                                          | 0           |
| 6 oktober 2001   | Parma                   | Italië – Hongarije     | 1 – 0   | WK-kwalificatie   | 3          | 0                                          | 0           |
| 27 maart 2002    | Fortaleza               | Brazilië – Joegoslavië | 1 – 0   | Vriendschappelijk | 5          | 0                                          | 0           |
| 19 november 2003 | Quito                   | Ecuador – Peru         | 0 – 0   | WK-kwalificatie   | 3          | 0                                          | 0           |